# August Hild

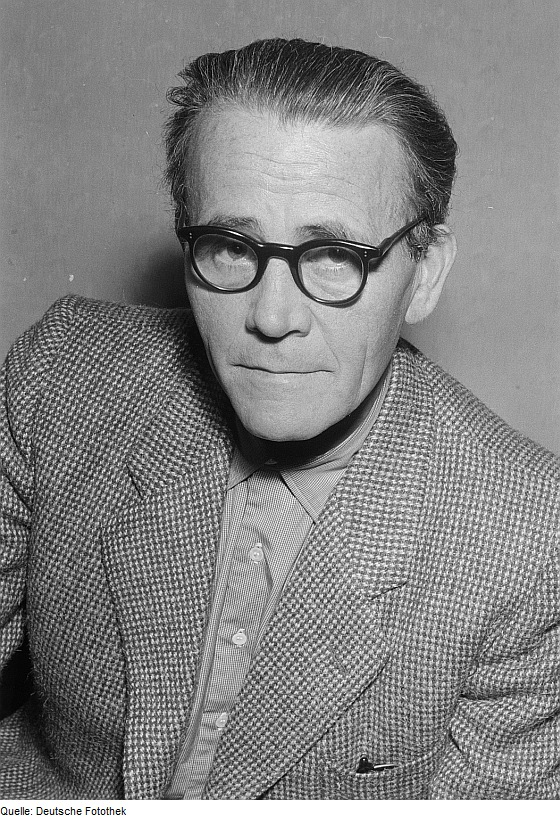
August Hild, 1953

August Hild (* 29. September 1894 in Münchhausen, Westerwald; † 27. November 1982 in Rathenow) war ein deutscher Schriftsteller.

## Leben
August Hild war der Sohn eines Schusters. Er wuchs im heute zur Gemeinde Driedorf gehörenden Dorf Münchhausen am östlichen Rand des Hohen Westerwaldes auf. Nach der Tätigkeit als Hütejunge und einer Ausbildung zum Former arbeitete er in einer Eisengießerei, zuletzt als Meister. Seit 1939 lebte er in Rathenow und übte seinen Beruf nach dem Zweiten Weltkrieg in einem Volkseigenen Betrieb aus, den er später auch leitete. Ab 1950 betätigte Hild sich schriftstellerisch.

## Werk
Abgesehen von einer in den Kriegswirren verloren gegangenen Erzählung Das Dorf entstand das literarische Werk von August Hild seit Beginn der 1950er Jahre. Hild verfasste Romane und Erzählungen, in denen er vorwiegend seine eigenen Erfahrungen beim sozialistischen Umbau von Industrie und Landwirtschaft in der frühen DDR schilderte.
In seiner Lyrik verarbeitete Hild auch persönliche Erfahrungen und Erinnerungen aus der ländlichen Lebenswelt seiner Westerwälder Heimat, wie zum Beispiel im Westerwälder Sonett und in Mutter.
Der von der DEFA unter dem Titel Reifender Sommer verfilmte Roman Das Lied über dem Tal hatte 1959 Premiere.

## Werke (Auswahl)
- Ein Mann kehrt heim. Mitteldeutscher Verlag, Halle (Saale) 1951.
- Rast am Pfluge. Gedicht, in: Aufbau, kulturpolitische Monatsschrift, 7 1951, S. 727, Vorabdruck aus der Anthologie Neue deutsche Lyrik. Hrsg. Michael Tschesno.
- Die aus dem Schatten treten. Mitteldeutscher Verlag, Halle (Saale) 1952.
- Das Lied über dem Tal. Mitteldeutscher Verlag, Halle (Saale) 1954
- Die Ehe des Assistenten. Mitteldeutscher Verlag, Halle (Saale) 1957.